# Doesburg
Doesburg (en bajo sajón neerlandés: Doezebarg) es un municipio y una ciudad de la Provincia de Güeldres de los Países Bajos.

## Galería

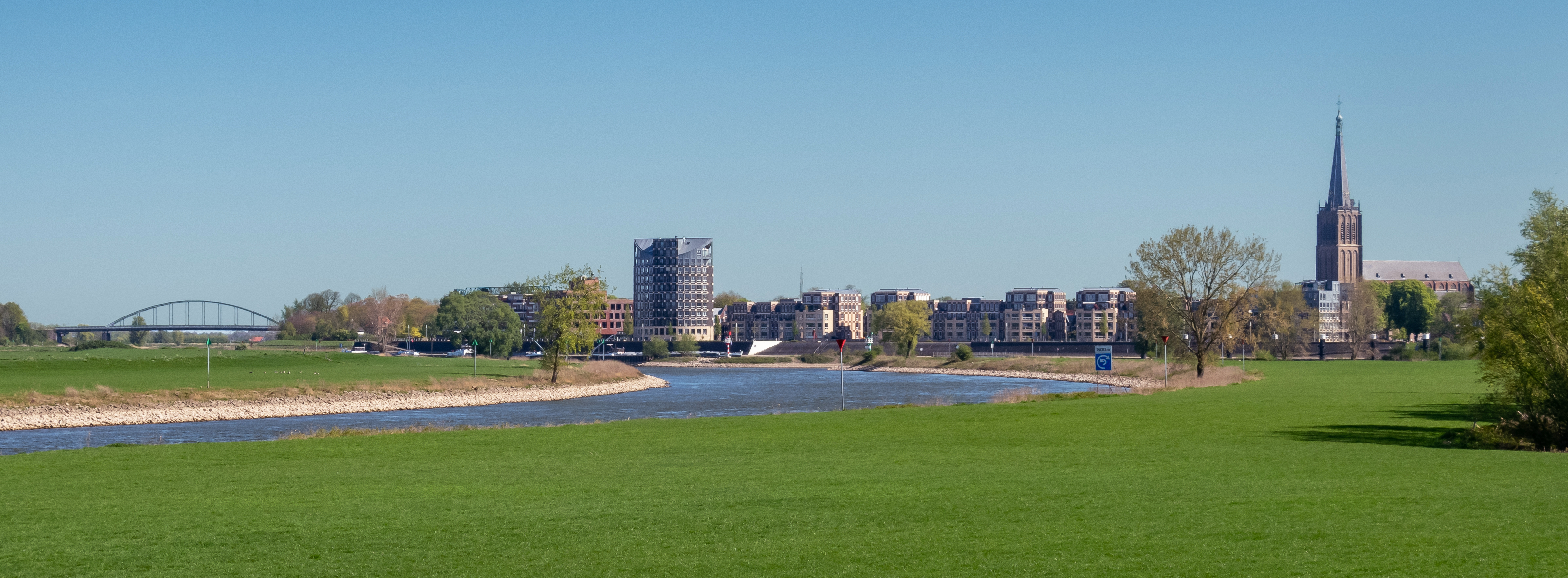
La vista de la ciudad desde el carril bici en el Koldeweij
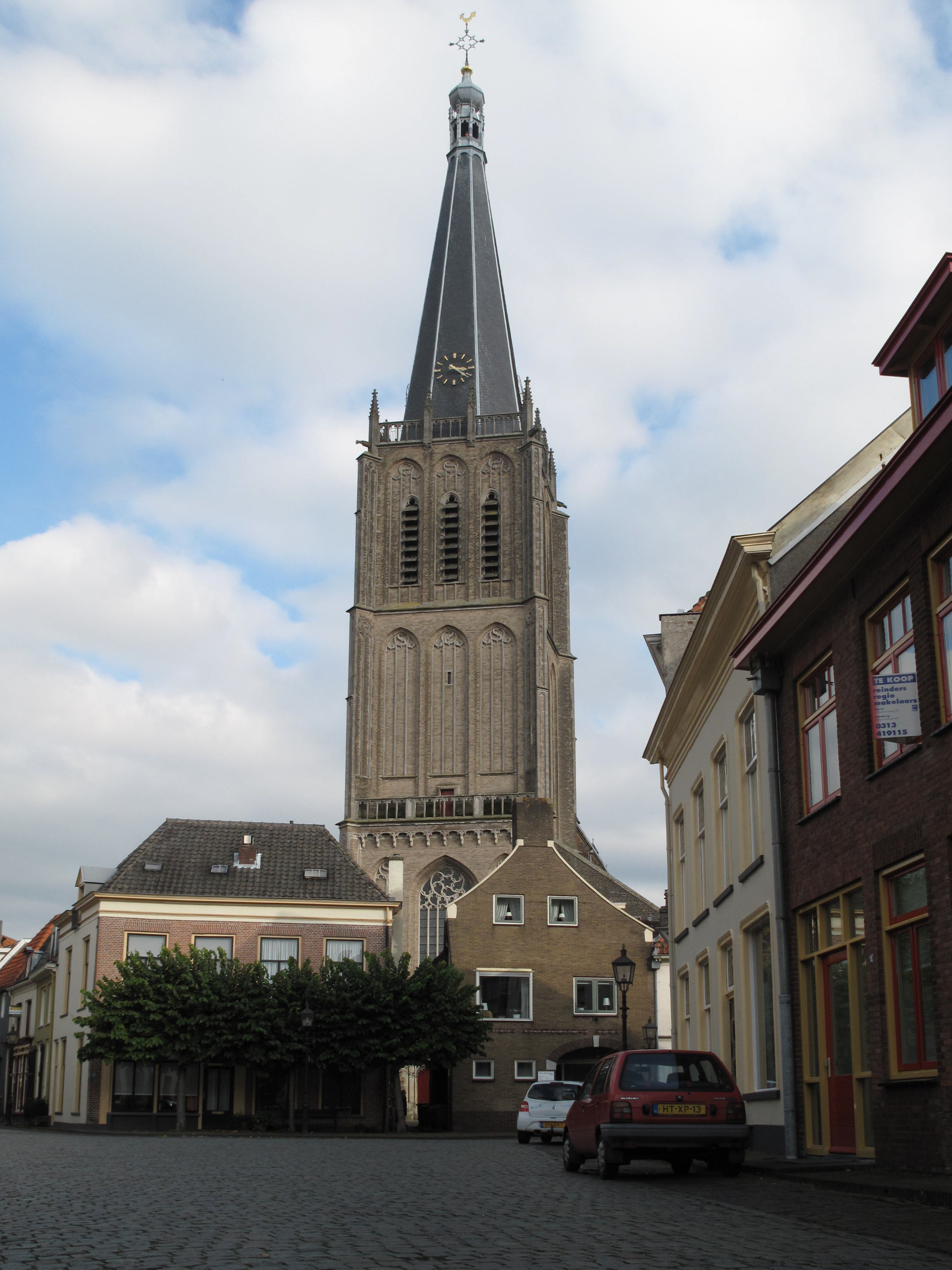
La iglesia: la Martinikerk
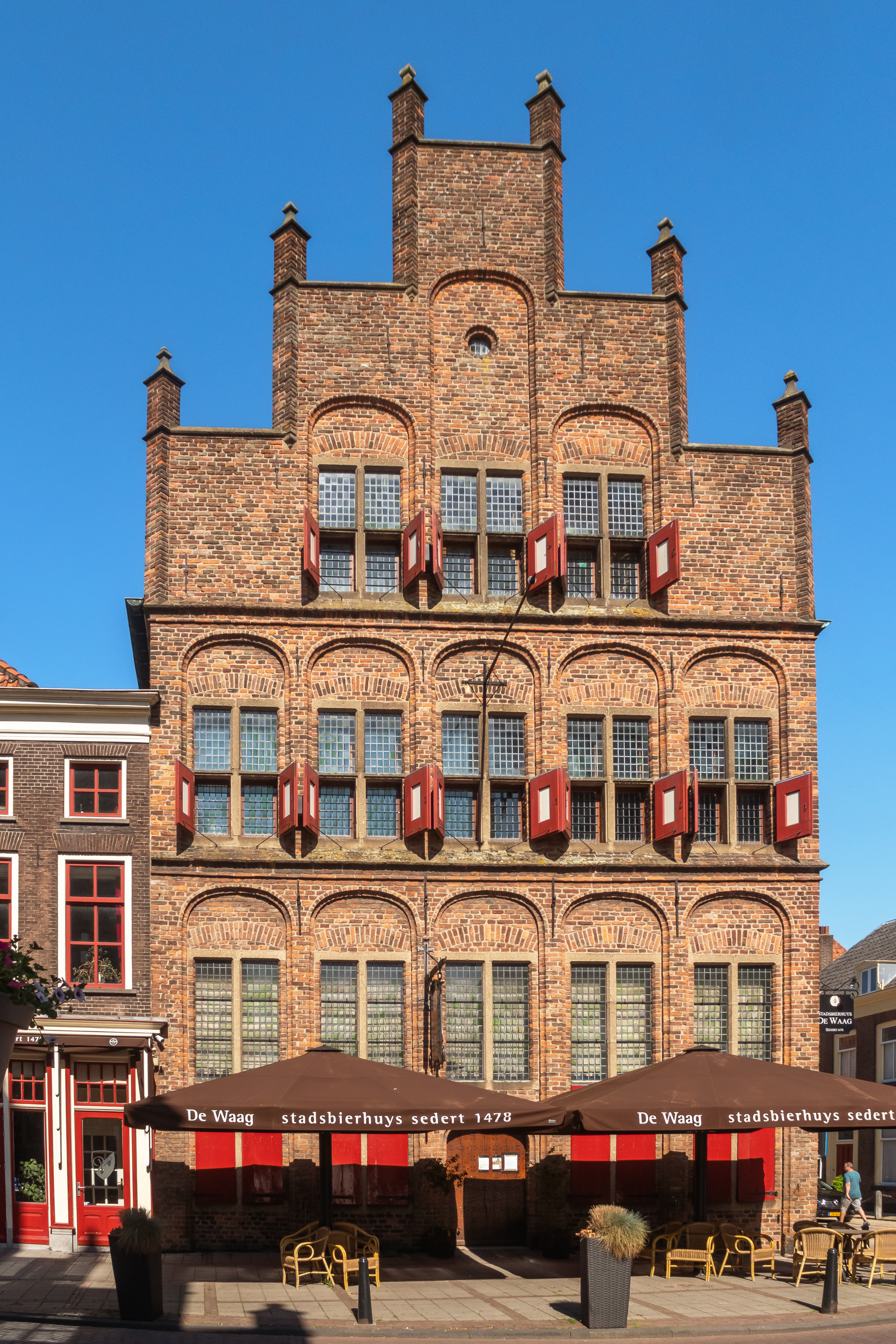
La Waag (la casa del peso)
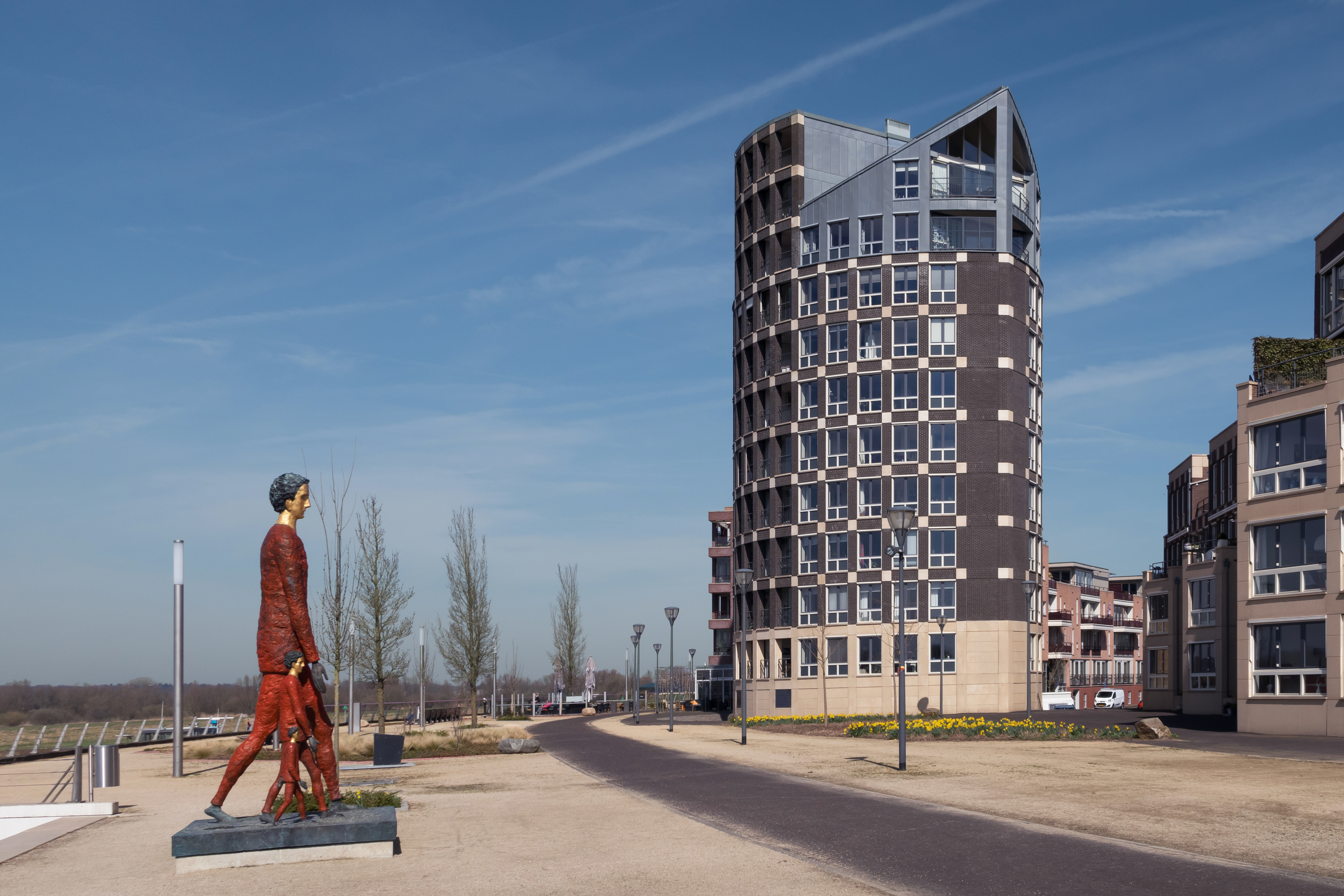
Los modernos edificios residenciales en el IJsselkade con la escultura Passi d'Oro de Roberto Barni
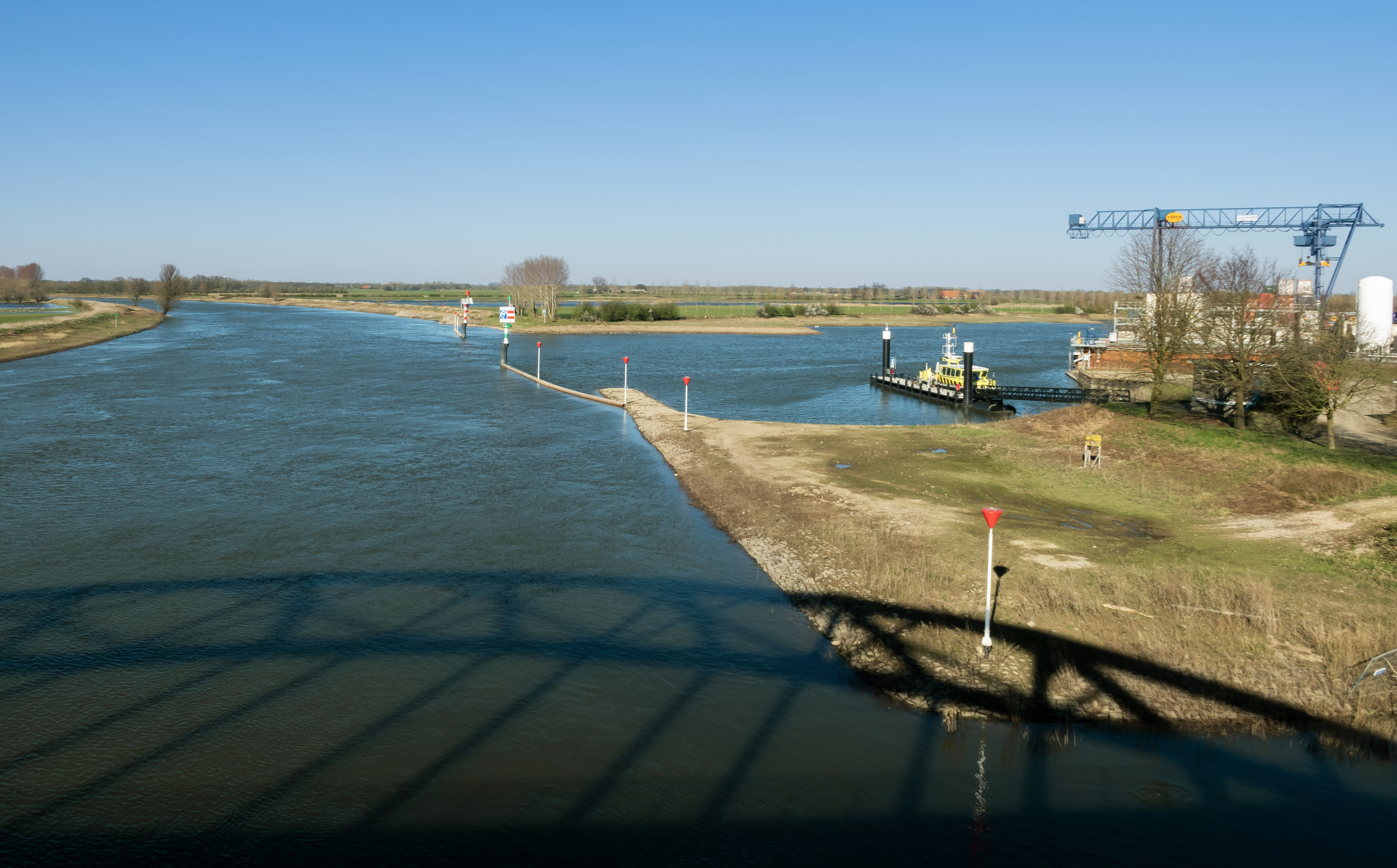
El rio IJssel entre Doesburg y Ellecom